# Metallica (album)
 Der er for få eller ingen kildehenvisninger i denne artikel, hvilket er et problem. Du kan hjælpe ved at angive troværdige kilder til de påstande, som fremføres i artiklen.

Metallica er heavy metal-bandet Metallicas femte album, som blev udgivet 12. august 1991 gennem Elektra Records. Det kaldes også The Black Album (det sorte album), da det meste af dets cd-cover er sort. Det eneste der ellers er at finde på coveret, er bandets logo og en slange. (Slangen kommer fra Gadsdenflaget, som også indeholder ordene Don't Tread on Me – på Metallicas album er også en sang med denne tittel.)
The Black Album er Metallicas bedst sælgende album til dato med over 16 millioner kopier solgt i USA alene. I Danmark er der solgt mere end 250.000 eksemplarer af albummet. I 2003 blev albummet placeret på plads #252 i Rolling Stone-magazine, under de 500 bedst sælgende albums gennem tiden.

## Numre
1. "Enter Sandman" – 5:29
2. "Sad But True" – 5:24
3. "Holier Than Thou" – 3:47
4. "The Unforgiven" – 6:26
5. "Wherever I May Roam" – 6:42
6. "Don't Tread on Me" – 3:59
7. "Through the Never" – 4:01
8. "Nothing Else Matters" – 6:29
9. "Of Wolf and Man" – 4:16
10. "The God that Failed" – 5:05
11. "My Friend of Misery" – 6:47
12. "The Struggle Within" – 3:51
13. "So What" (Anti-Nowhere League-cover) (Bonus på asiatisk udgave af albummet) (Kilde: en:wiki So What? (Anti-Nowhere League song))

## Singler
- Enter Sandman – 1991
- The Unforgiven – 1991
- Nothing Else Matters – 1992
- Wherever I May Roam – 1992
- Sad But True – 1992

## Placeringer på hitlister

### Album
| År   | Hitliste          | Placering |
| ---- | ----------------- | --------- |
| 1991 | The Billboard 200 | #1        |

### Singler
| År   | Sang                   | Hitliste               | Placering |
| ---- | ---------------------- | ---------------------- | --------- |
| 1991 | "Enter Sandman"        | The Billboard Hot 100  | #16       |
| 1991 | "Enter Sandman"        | Mainstream Rock Tracks | #10       |
| 1991 | "Enter Sandman"        | Modern Rock Tracks     | #28       |
| 1991 | "Don't Tread On Me"    | Mainstream Rock Tracks | #21       |
| 1992 | "The Unforgiven"       | The Billboard Hot 100  | #35       |
| 1992 | "The Unforgiven"       | Mainstream Rock Tracks | #10       |
| 1992 | "Nothing Else Matters" | The Billboard Hot 100  | #34       |
| 1992 | "Nothing Else Matters" | Mainstream Rock Tracks | #11       |
| 1992 | "Wherever I May Roam"  | The Billboard Hot 100  | #82       |
| 1992 | "Wherever I May Roam"  | Mainstream Rock Tracks | #25       |
| 1992 | "Sad But True"         | The Billboard Hot 100  | #98       |
| 1992 | "Sad But True"         | Mainstream Rock Tracks | #15       |

## Musikere
- James Hetfield – Guitar/vokal
- Kirk Hammett – Guitar
- Jason Newsted – Bas
- Lars Ulrich – Trommer